# Sephanoides
Sephanoides là một chi chim trong họ Chim ruồi.

## Các loài
- Sephanoides sephaniodes
- Sephanoides fernandensis